# Robert Leong

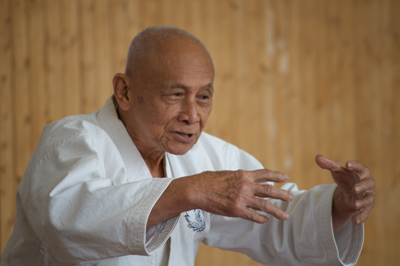
Robert Leong (2009)

Robert Leong (* 23. Dezember 1924 in Honolulu, Hawaii, USA; † 1. Januar 2013 in Sacramento, Kalifornien, USA) war ein international tätiger, amerikanischer Großmeister, Hanshi, der Kampfkunst des Shorinji ryu (Karate, Kobudo, Tai Chi Chuan). Er lernte seit 1962 beim Stilbegründer Richard Kim (* 1917; † 2001), Hanshi, 10. Dan, und war dessen rechte Hand. Beide waren für die Handelsmarine tätig, bei der sie sich erstmals 1947 trafen. 1966 erhielt Leong seinen 1. Dan vom Zen Bei Butoku Kai. Robert Leong war Ehrenpräsident des Kokusai Butokukai.

## Ehrungen
- 2006 Ernennung zum Hanshi durch den Kokusai Butokukai.